# اونتراشتورم‌فورر

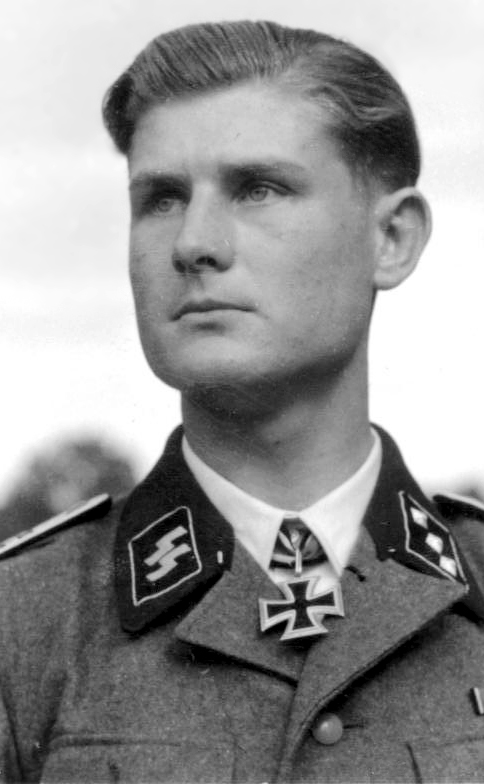
ورنر ولف با درجه اونتراشتورمفورر.

اونتراشتورمفورر (آلمانی: Untersturmführer) یک درجه مربوط به نیروهای شبه‌نظامی اس‌اس بود که در ژوئیه ۱۹۳۴ به‌وجود آمد.این درجه در اصل همان درجه اشتورمفورر در اس‌آ بود که پس از شب دشنه‌های بلند به این درجه جدید تغییر نام داد.این درجه پایین‌تر از اوبراشتورمفوررو بالاتر از هاوپت‌شارفورر (یا اشتورم‌شارفورر در وافن اس‌اس) قرار داشت.

## نشان‌ها

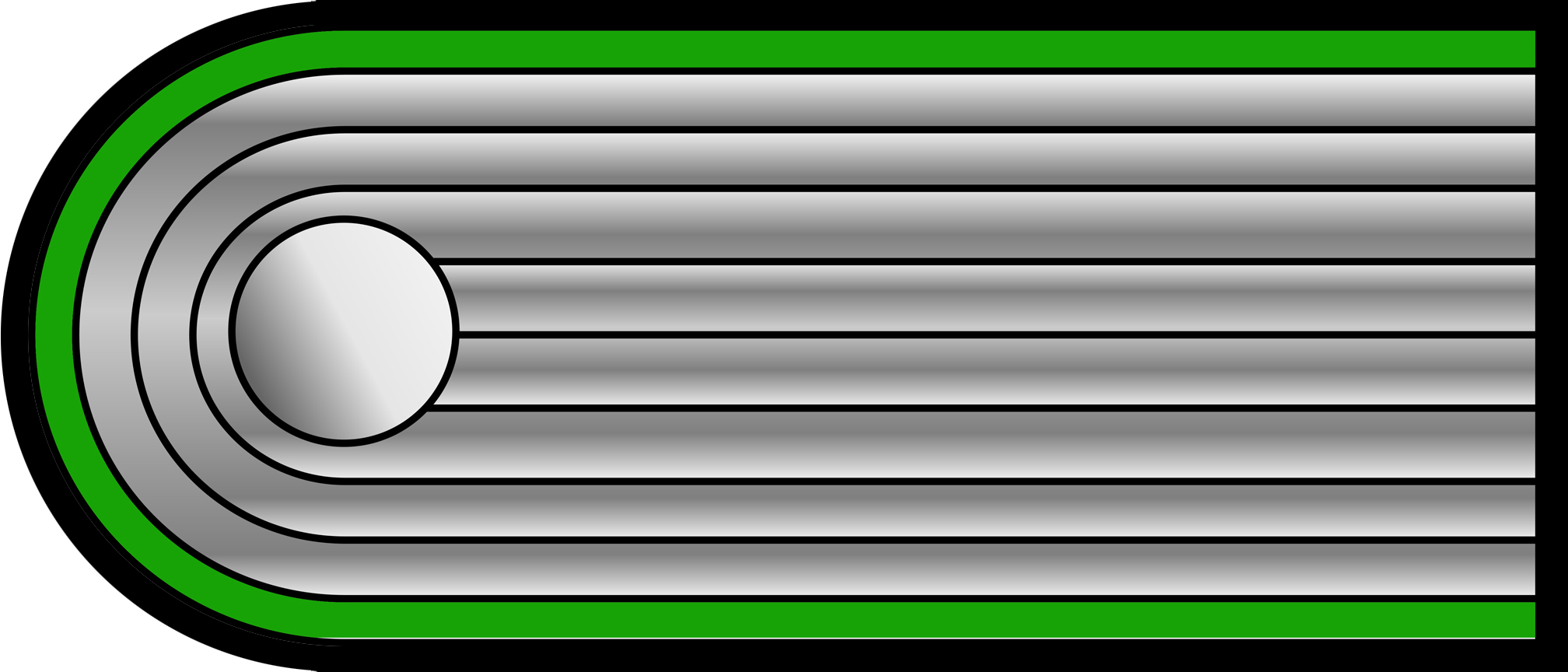
نشان سردوشی
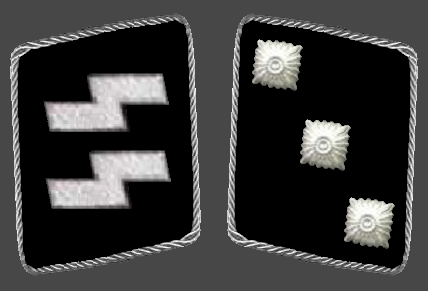
نشان یقه
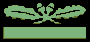
استتار نظامی